# ماده ۳۷۰ قانون اساسی هند
ماده ۳۷۰ قانون اساسی هند موقعیت ویژه‌ای به منطقه جامو و کشمیر اعطا می‌کرد. این ماده در قسمت XXI قانون اساسی تهیه شده‌است: مقررات موقت ، انتقالی و ویژه. مجلس مؤسسان جامو و کشمیر پس از تأسیس، این قدرت و اختیار را داشت که بندهایی در قانون اساسی هند را که باید بر ایالت اعمال شود را پیشنهاد داده یا کل ماده ۳۷۰ را لغو کند. پس از آنکه مجلس مؤسسان جامو و کشمیر قانون اساسی ایالتی را تهیه کرد و بدون توصیه به ابطال ماده ۳۷۹ منحل شد، این ماده به عنوان یک بخش دائمی قانون اساسی هند تبدیل شد.
این ماده به همراه ماده ۳۵A شرایطی را عنوان کرده‌است که طبق آن ساکنان ایالت جامو و کشمیر تحت حاکمیت مجموعه‌ای مجزا از قوانین شامل قوانین مربوط به شهروندی و مالکیت دارایی و حقوق اساسی را در قیاس با ساکنان سایر ایالت‌های هند هستند. در نتیجه این ماده، شهروندان دیگر ایالت‌های هند نمی‌توانند زمین یا ملک در جامو و کشمیر خریداری کنند.
در ۱۴ مرداد ۱۳۹۸ (۵ اوت ۲۰۱۹)، رئیس‌جمهور هند رام نات کوویند اقدام به صدور فرمان قانون اساسی جهت ابطال فرمان ۱۹۵۴ و لازم‌الاجرا شدن کلیه مقررات ناشی از قانون اساسی هند برای جامو و کشمیر کرد. این دستورالعمل، ماده ۳۷۰ و نیز ماده ۳۵A قانون اساسی هند را بلا موضوع کرد. امیت شاه، وزیر کشور هند، قطعنامه‌ای را نزد مجلس اعلا یا راجیا سابا ارائه کرد که خواهان بازتعریف مجدد ایالت جامو و کشمیر به عنوان یک سرزمین اتحادیه و منطقه لداخ به عنوان یک سرمزین اتحادیه جداگانه می‌شد. این لایحه در همان روز به تصویب مجلس رسید.
در ۱۵ مرداد ۱۳۹۸ (۶ اوت ۲۰۱۹)، این لایحه در مجلس سفلا یا لوک سبها و با اکثریت آرا تصویب شد. بدین ترتیب منطقه جامو و کشمیر به جای ایالت بودن، تبدیل به یک سرزمین اتحادیه می‌شود. منطقه لداخ نیز از جامو و کشمیر جدا شده و به یک سرزمین اتحادیه مجزا تبدیل می‌شود. در نتیجه، ماده ۳۷۰ دیگر در مناطق جامو و کشمیر و لداخ قابلیت اجرایی ندارد.

## هدف
در زمان استقلال هند و پاکستان از استعمار انگلستان، وضعیت الحاق دولت پادشاهی جامو و کشمیر، مانند سایر دولت‌های پادشاهی، در سه موضوع بود: دفاع، امور خارجه و ارتباطات. از تمام دولت‌های پادشاهی دعوت شد تا نماینده‌ای به مجمع مؤسسان هند که در حال تدوین قانون اساسی برای تمام هند بود بفرستند. آنها همچنین تشویق می‌شدند مجلس مؤسسانی در ایالات خود تشکیل دهند. در حالی که اکثر ایالت‌ها قادر به تشکیل به موقع مجالس مؤسسان خود نبودند، برخی از آن‌ها از جمله اتحادیه سائراشترا، Travancore-Cochin و Mysore موفق به انجام این کار شدند. اگر چه کشور، قانون اساسی نمونه برای ایالت‌ها تدوین کرده بود، اما در ماه مه سال ۱۹۴۹، حاکمان و وزیران اعظم همه ایالت‌ها ضمن ملاقات با هم، توافق کردند که ضرورتی برای تدوین قانون اساسی جداگانه برای ایالت‌ها نیست. آنها قانون اساسی هند را به عنوان قانون اساسی خود پذیرفتند. ایالاتی که مجلس مؤسسان تشکیل داده بودند نیز اصلاحات و متمم‌هایی ارائه دادند که مورد پذیرش قرار گرفت؛ بنابراین، موقعیت همه ایالت‌ها (یا اتحادیه‌های ایالتی) معادل موقعیت ایالت‌های عادی هند شد. به ویژه، این بدان معنی است که موضوعات موجود برای قانونگذاری توسط دولت‌های مرکزی و ایالتی در سراسر هند یکنواخت بود.
در مورد جامو و کشمیر، نمایندگان مجلس مؤسسان درخواست کردند که فقط آن مقررات قانون اساسی هند که مطابق با ملزومات اصلی الحاق بود باید در کشور اعمال شود. بر این اساس، ماده ۳۷۰ در قانون اساسی هند گنجانیده شد که مقرر داشت سایر مقررات قانون اساسی که به دولت مرکزی اختیارات می‌دادند، فقط با موافقت مجلس مؤسسان ایالتی در جامو و کشمیر اعمال شوند. این، یک «شرایط موقت» بود که کارکردش تا زمان تدوین و تصویب قانون اساسی ایالت در نظر گرفته شده بود. با این حال، مجلس مؤسسان ایالتی خود را در ۳۵ ژانویه ۱۹۵۷ بدون آنکه توصیه به لغو یا اصلاح ماده ۳۷۰ کند منحل کرد؛ بنابراین، این ماده با عنایت به تأیید آن در احکام مختلف دیوان عالی هند و دیوان عالی جامو و کشمیر که آخرین مورد آن در آوریل ۲۰۱۸ بود به عنوان بخش دائمی قانون اساسی هند تبدیل شد.